# Devin Sola
Devin Sola o Devin "Ghost" Sola es un bajista, guitarrista y maquillista estadounidense nacido en el estado de California, Estados Unidos, es conocido por ser el exbajista de la banda de metalcore Motionless In White.

## Biografía
Sola nació el 7 de mayo de 1990 en el estado de California, Estados Unidos, sufrió una experiencia traumática cuando vio a su primo quitarse la vida, en su adolescencia creó una línea de moda llamada "Worn Doll", a finales del año 2011 fue presentado como bajista oficial de la banda Motionless In White tras la salida de TJ Bell ya que Ricky Horror pasó a ser guitarrista rítmico.

## Motionless In White (2011-2018)
En noviembre del 2011 un chico desconocido llamado Devin Sola fue presentado como bajista oficial tras la salida del guitarrista TJ Bell y Ricky Horror pasó a ser guitarrista. El aparece en el vídeo de Puppet (The First Snow) ya que fueron recopilaciones de sus giras. En el año 2012 lanzaron su segundo álbum de estudio titulado "Infamous" el cual es el primer álbum con Devin.
Más tarde fue conocido como "Ghost" por muchos de los fans y desde su llegada a la banda han lanzado 3 álbum de estudio ya que el no apareció en el primero. El 4 de mayo de 2018, la banda anunció la salida del bajista Devin "Ghost" Sola, citando los problemas personales de salud mental como un factor importante. El exguitarrista, TJ Bell estará tocando el bajo para la banda el verano 2018 en Warped Tour. Más tarde fue reemplazado oficialmente por Justin Morrow, el cual ese mismo día dejó de ser bajista de Ice Nine Kills.

## Vida personal
Devin es fundador de una línea de moda llamada "Worn Doll". Tiene una hermana menor. 
Su sexualidad ha sido un tema controvertido debido a los maquillajes y atuendos que utiliza, sin embargo, Devin afirma ser pansexual.

### Polémicas
En 2021, Sola fue acusado de pedofilia y acoso sexual por algunas fanáticas que aseguran que las acosaba mediante Tumblr cuando estás aún eran menores de edad. Aunque la banda no específico nada de esto en su salida más tarde el vocalista Chris Motionless dijo que fue por un tema legal y que le escribió personalmente a las víctimas para hablar se eso, varios de sus excompañeros como el guitarrista Ryan Sitkowski y el baterista Vinny Mauro han dicho que no es una buena persona.

## Discografía
Motionless In White
- Infamous (2012)
- Reincarnate (2014)
- Graveyard Shift (2017)